# Singapore Challenger 1990
Il Singapore Challenger 1990 è stato un torneo di tennis facente parte della categoria ATP Challenger Series nell'ambito dell'ATP Challenger Series 1990. Il torneo si è giocato a Singapore in Singapore dal 1° al 7 ottobre 1990 su campi in cemento.

## Vincitori

### Singolare
Boris Laustroer ha battuto in finale  Sander Groen con il punteggio di 7–6, 6–4

### Doppio
Steve Guy /  John Letts hanno battuto in finale  Mark Keil /  Kent Kinnear con il punteggio di 6–1, 7–5